# Celeste Sánchez Romero
Celeste Sánchez Romero (8 tháng 2 năm 1990 – 21 tháng 2 năm 2022) là một nhà nghiên cứu nha khoa người México và là dân biểu liên bang của Đảng Lao động (PT) trong sáu tháng đầu tiên của Quốc hội Mexico khóa LXV. Trước khi trở thành nhà lập pháp, cô là một nhà nghiên cứu hàn lâm.

## Học vấn
Sánchez Romero tốt nghiệp Đại học Juárez del Estado de Durango năm 2013 với bằng nha khoa. Cô lấy bằng thạc sĩ và tiến sĩ tại Khoa Nha khoa Piracicaba của Đại học Bang Campinas ở Brazil. Sau đó cô trở thành giảng viên phụ tá của Đại học Cộng hòa ở Uruguay và có 47 bài báo khoa học được xuất bản trên các ấn phẩm được lập chỉ mục. Năm 2020, cô được bổ nhiệm làm nhà nghiên cứu Cấp I tại Sistema Nacional de Investigadores.

## Sự nghiệp
Năm 2021, cô được bầu làm dân biểu liên bang từ Đảng Lao động đại diện cho khu vực bầu cử đầu tiên (bao gồm Durango), là dân biểu duy nhất của PT từ khu vực. Cô từng là thư ký của Ủy ban Khoa học, Công nghệ và Đổi mới, đồng thời cũng là Ủy ban Y tế và Thanh niên. Trong Ủy ban Y tế, cô đã tham gia vào cuộc tranh luận về những cải cách đối với các yêu cầu ghi nhãn GMO.

## Đời tư
Sánchez Romero được tìm thấy đã chết tại nhà ở Durango vào ngày 21 tháng 2 năm 2022, ở tuổi 32. Khám nghiệm tử thi cho thấy bệnh phổi là nguyên nhân gây tử vong. Thứ sáu trước đó, cô đã đến Durango để tham gia một diễn đàn về những thay đổi được đề xuất đối với luật quản lý ngành điện. Văn phòng Bộ trưởng Tư pháp Durango sau đó thông báo rằng cái chết của cô là một vụ tự tử do dùng thuốc quá liều, bằng chứng là một bức thư tuyệt mệnh và một ống tiêm được tìm thấy bên thi thể. Cô được thay thế bởi María de Jesús Paéz Guereca, trong Hạ viện.